# Santiago Solari (ur. 1998)
Santiago Germán Solari Ferreyra (ur. 19 stycznia 1998 w Arizonie) – argentyński piłkarz występujący na pozycji skrzydłowego, od 2024 roku zawodnik Racing Clubu.
Jego brat Pablo Solari również jest piłkarzem.